# Худе Равне
Худе Равне (словен. Hude Ravne) — поселення в общині Літія, Осреднєсловенський регіон, Словенія. Висота над рівнем моря: 522,9 м.